# Landkreuzer P-1000 Ratte
Landkreuzer P-1000 Ratte – projekt czołgu superciężkiego, przeznaczonego dla sił zbrojnych III Rzeszy. Landkreuzer znaczy lądowy krążownik, a ratte to szczur. Ważący 1000 ton P-1000 Ratte (w planach) byłby ponad 5 razy cięższy od czołgu Panzerkampfwagen VIII Maus. Zaprojektowany przez zakłady Friedrich Krupp AG w 1942 i zaaprobowany przez Adolfa Hitlera, został ostatecznie zarzucony na początku 1943 z inicjatywy Alberta Speera.

## Konstrukcja
Budowę prototypu rozpoczęto, ale nigdy jej nie dokończono. Pojazd miał być uzbrojony w dwa działa kalibru 280 mm zamontowane w wieży typu użytego także na pancernikach typu Scharnhorst. Jedna z tych wież została wyprodukowana przed ostatecznym zarzuceniem projektu, a następnie użyta w baterii dział nabrzeżnych w Norwegii. Czołg miał być również uzbrojony w pojedyncze działo 128 mm, osiem działek przeciwlotniczych Flak 38 kalibru 20 mm oraz dwa karabiny maszynowe MG 151/15 kalibru 15 mm. Po bokach czołgu miały znajdować się po 3 gąsienice o szerokości 1,2 metra. Napęd miały stanowić dwa 24-cylindrowe silniki MAN V12Z32/44 o mocy 8500 KM lub osiem 20 cylindrowych silników Daimler-Benz MB501 o mocy 2000 KM każdy, aby osiągnąć wymagane 16000 KM potrzebne do poruszenia pojazdu.
W planach był także jeszcze większy projekt Landkreuzer P. 1500 Monster, również zarzucony we wczesnej fazie. Miała to być samobieżna wersja działa kolejowego Schwerer Gustav (znanego także jako Dora) wyposażonego w armatę kalibru 800 mm.

## Ocena
Ze względu na olbrzymią masę i wielkość „Szczura”, nie było możliwości praktycznego zastosowania tego typu czołgu. Nie zmieściłby się na platformie kolejowej, więc zużywałby niewyobrażalne ilości paliwa na odcinku baza-front. Jego ciężar uniemożliwiałby pokonanie jakiegokolwiek mostu czy drogi, wielkość narażałaby na ataki lotnicze i miny, zaś w czasie operacji ofensywnych i podczas odwrotu byłby zbyt wolny. Jedynym możliwym wariantem użycia pojazdu byłoby wykorzystanie go jako ruchomej baterii nadbrzeżnej. Pojazd miałby poruszać się wzdłuż wybrzeża po specjalnie zbudowanym trakcie i zwalczać okręty przeciwnika, jednak w tej roli także byłby narażony na ataki lotnicze i miałby nikłe szanse w pojedynkach artyleryjskich z licznymi, uzbrojonymi w ciężkie działa okrętami przeciwnika. Jako że istotną cechą czołgu jest mobilność na bezdrożach, cały projekt nie miał uzasadnienia bojowego.

## W kulturze masowej
Czołg pojawił się w grze komputerowej Sniper Elite III, gdzie zadaniem gracza jest wykradzenie planów budowy czołgu i zniszczenie fikcyjnej fabryki, w której jest on produkowany. W grze World War Polygon celem jest zniszczenie tego pojazdu. P-1000 Ratte występuje także w grze Total Tank Simulator jako grywalny pojazd po stronie niemieckiej. Pojawił się także jako grywalny pojazd w grze Panzer Corps 2 w DLC 1946, zarówno po stronie niemieckiej jak i amerykańskiej.